# Fronte Nazionale Socialdemocratico
Il Fronte Nazionale Socialdemocratico (in vietnamita: Mặt trận Quốc gia Dân chủ Xã hội), in seguito noto anche come Alleanza Socialdemocratica (in vietnamita: Liên minh Dân chủ Xã hội), è stato un partito politico sudvietnamita nato da una federazione di diversi gruppi, uniti dal loro comune orientamento anticomunista.
Il leader del partito fu il generale Nguyễn Văn Thiệu, presidente e dittatore del Vietnam del Sud dal 1967 al 1975.